# V Sport Vinter
V Sport Vinter, tidigare under namnet Viasat Hockey och senare V Sport Hockey är en nordisk och baltisk vintersportkanal. Den drivs av Viaplay Group och är en av koncernens svenska sportkanaler. Sändningarna inleddes 2 september 2009. Kanalen sände enbart ishockey till en början men utökade sin utbud till att även omfatta andra vintersporter från 1 november 2021, och bytte namn då till V Sport Vinter.

## Bakgrund
Viasat Hockeys tablåer fokuserar på CHL, KHL och NHL. Viasat direktsänder samtliga matcher från NHL samt en matcher per omgång från CHL. För att kunna direktsända alla matcher från NHL används även Viasat Sport, Viasat Sport HD samt Viasats Xtra-kanaler. Att kanalen skulle startas presenterades för allmänheten den 7 maj 2009 under pågående Ishockey-VM 2009. Då presenterades också de nyinköpta rättigheterna att visa Hockeyallsvenskan. Kanalen sände Hockeyallsvenskan fram till säsongen 2014/2015, säsongen 2015/2016 övertogs sändningarna av Cmore. Från säsongen 2017/2018 delas sändningsrättigheterna för Champions Hockey League i Sverige mellan Sveriges Television och MTG med dess sportkanal Viasat Hockey.

## Konkurrens
Den europeiska versionen av den amerikanska kanalen ESPN visade NHL-ishockey i Sverige. Viasats konkurrerande operatör Canal Digital hade ESPN i kanalutbud. Det innebar att Viasat Hockey inte hade ensamrätt på NHL i Sverige. Däremot har man ensamrätt på de andra evenemangen man sänder. Sedan 2011 har Viasat ensamrätt att visa NHL-matcher.

## Operatörer

### Finland
Viasat Hockey finns tillgänglig hos operatörerna Anvia och Viasat.

### Sverige
Viasat Hockey finns tillgängligt hos operatörerna Viasat, Com Hem, Tele2 och Telia.

### Baltikum
Viasat distribuerar också versioner av kanalen till Estland, Lettland och Litauen.

## Profiler
- Per Forsberg, kommentator
- Håkan Södergren, expertkommentator
- Johan Tornberg, expertkommentator
- Ola Wenström, programledare
- Niklas Jihde, programledare
- Mattias Norström, expertkommentator
- Harald Lückner, expertkommentator
- Erik Granqvist, expertkommentator
- Per "Pelle" Bäckman, kommentator
- Tobias Carlsson, kommentator

## Galleri

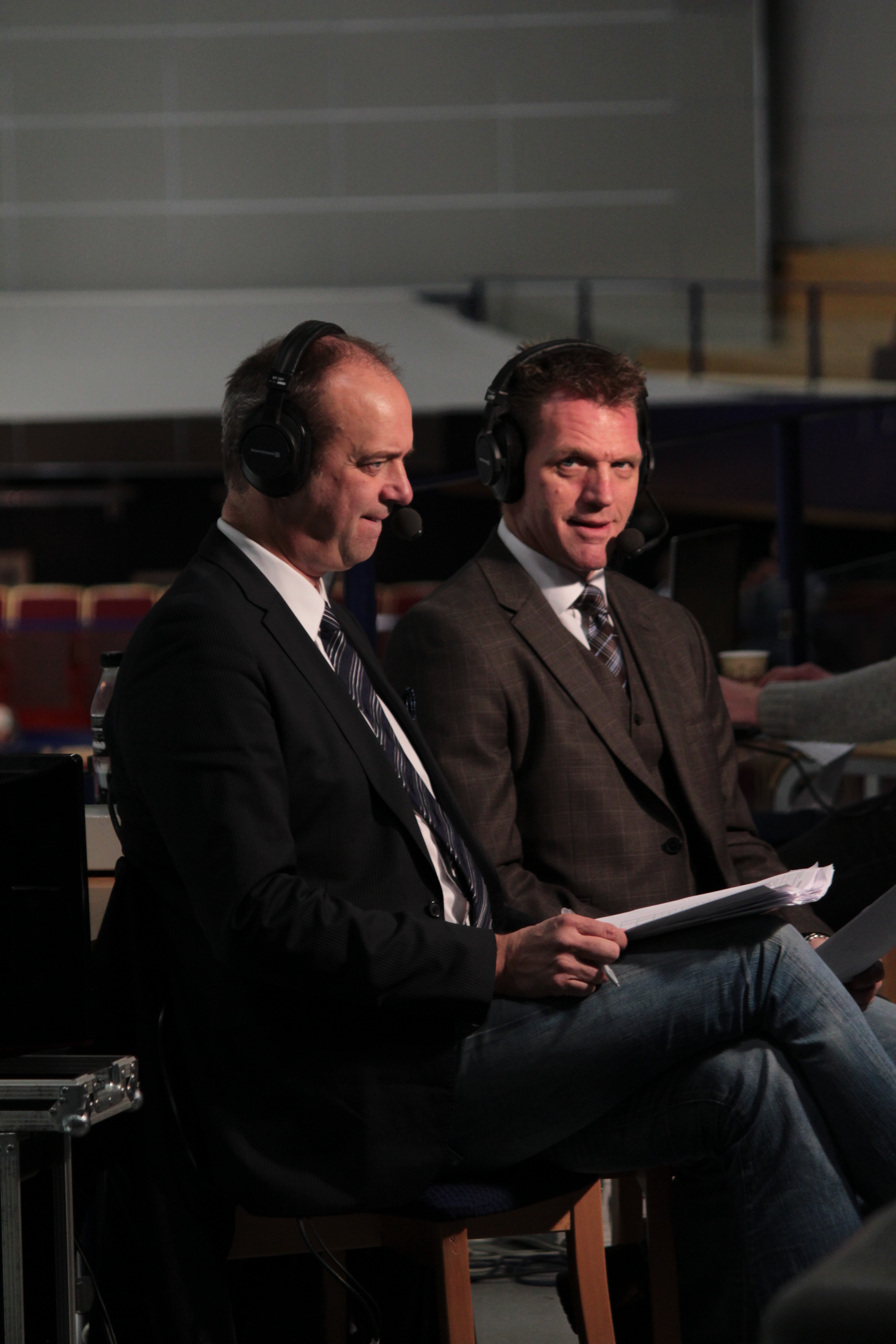
Kommentatorer Per Forsberg och Calle Johansson 2012.
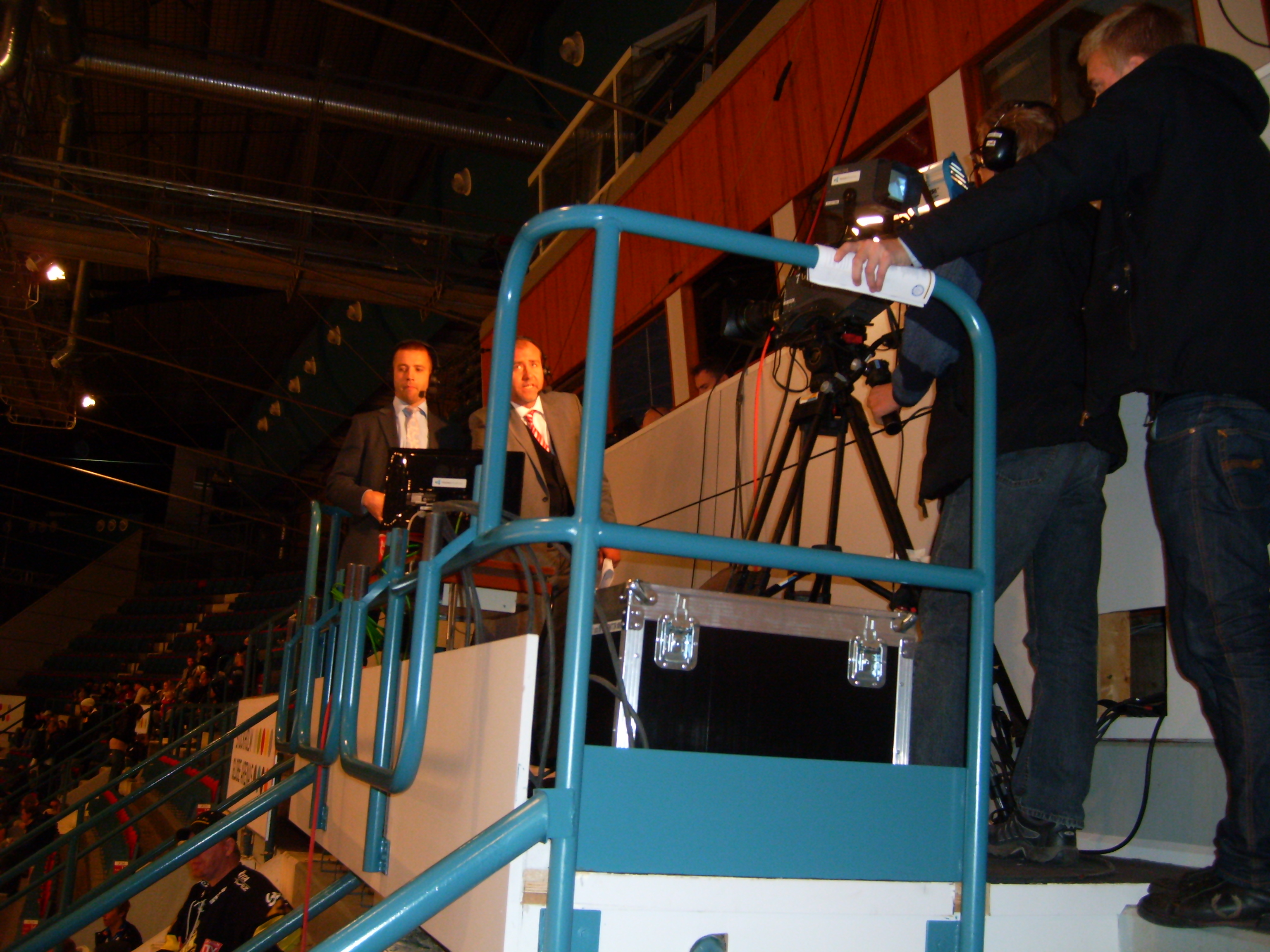
Johan Tornberg och Niklas Holmgren i sändning under en match.